# Amelia Greenhall
Amelia Cousins Greenhall es una bloguera tecnológica feminista estadounidense. Ha trabajado en la industria de la tecnología en varios roles de diseño y producto. 

## Biografía
Nacida en Hawaii y criada en Arizona, se graduó en arte de estudio e ingeniería eléctrica en 2009 por la Universidad Vanderbilt en Tennessee. Luego obtuvo una maestría en salud pública en la Universidad de Washington.
Greenhall es líder de productos, científica de datos y diseñadora/desarrolladora de experiencias de usuario en Seattle. Posee una amplia experiencia en organización comunitaria feminista y publicación literaria. 
Es la fundadora y directora de Double Union, el primer espacio hacker feminista de San Francisco, un hackfab feminista solo para mujeres, junto con Valerie Aurora, y es una entusiasta de Quantified Self. 
Además es fundadora y editora de la revista literaria Open Review Quarterly, una revista literaria sobre cultura moderna fundada en septiembre de 2010.
En 2013 fue cofundadora del blog y publicación de tecnología feminista Model View Culture junto a Shanley Kane, aunque lo abandonó en 2014. 